# Hednota peripeuces
Hednota peripeuces is een vlinder uit de familie van de grasmotten (Crambidae). De wetenschappelijke naam van de soort is voor het eerst geldig gepubliceerd in 1941 door Turner.